# لي دافيسون
لي دافيسون (بالإنجليزية: Lea Davison)‏ هي دراجة أمريكية، ولدت في 19 مايو 1983 في سيراكيوز في الولايات المتحدة.

## وصلات خارجية
- لي دافيسون على موقع أرشيف الدراجات (الإنجليزية)
- لي دافيسون على موقع إحصائيات الدراجات الإحترافية (الإنجليزية)
- لي دافيسون على موقع MTB Data (الإنجليزية)
- لي دافيسون على موقع أوليمبيديا (الإنجليزية)